# Daniela Samulski
Daniela Samulski, verheiratete Daniela Schwienke (* 31. Mai 1984 in Berlin; † 22. Mai 2018) war eine deutsche Schwimmerin.

## Werdegang
Bereits als 16-Jährige nahm Samulski 2000 an den Olympischen Spielen in Sydney teil. Nach dem Abitur mit 19 Jahren am Sportgymnasium der Berliner Werner-Seelenbinder-Schule, aus der später das Schul- und Leistungssportzentrum Berlin hervorgegangen ist, ging sie zur Bundeswehr und konzentrierte sich als Sportsoldatin der Sportfördergruppe der Bundeswehr in Warendorf auf das Schwimmen. Sie startete in den Disziplinen Schmetterling, Freistil und Rücken, vor allem über die kürzeren Strecken. Sie war Staffeleuropameisterin 2006, mehrmalige Deutsche Meisterin in Einzel- und Staffelwettbewerben und Europarekordlerin über 50 m Rücken.
Samulski begann ihre Karriere beim SV Preußen Berlin. Von 2001 bis 2008 startete sie für die SG Bayer Wuppertal/Uerdingen/Dormagen und trainierte dort zuletzt bei Henning Lambertz (u. a. zusammen mit Sarah Poewe und Steffen Driesen). Im September 2008 folgte sie Lambertz zur SG Essen. Das Jahr 2009 war mit drei WM-Medaillen das erfolgreichste ihrer Karriere.
Zu Beginn des Jahres 2011 erklärte Samulski ihren Rücktritt vom Leistungssport, zog sich aus der Öffentlichkeit zurück und konzentrierte sich auf ihr Studium der Sozialen Arbeit an der Uni Duisburg-Essen. 2011 wurde auch erstmals bekannt, dass Samulski an Unterleibskrebs litt.
Im Mai 2018 starb Daniela Samulski im Alter von 33 Jahren an den Folgen ihrer Krebserkrankung. Sie hinterließ ihren Mann und ein Kind.

## Rekorde
| Deutsche Rekorde (6)                                  | Deutsche Rekorde (6) | Deutsche Rekorde (6) | Deutsche Rekorde (6) |
| ----------------------------------------------------- | -------------------- | -------------------- | -------------------- |
| 4 × 100 m Lagen (mit Ruhnau, Sina Sutter und Vitting) | 04:06,14 min         | 4. Juli 2010         | Berlin               |
| 4 × 200 m Freistil (mit Dallmann, Steffen und Liebs)  | 07:50,82 min         | 3. August 2006       | Budapest             |
| 50 m Rücken                                           | 00:27,23 min         | 30. Juli 2009        | Rom                  |
| 50 m Schmetterling                                    | 00:26,33 min         | 31. Juli 2009        | Rom                  |
| 50 m Rücken (Kurzbahn)                                | 00:26,89 min         | 29. November 2008    | Essen                |
| 100 m Rücken                                          | 00:59,77 min         | 27. Juli 2009        | Rom                  |

## Weitere Erfolge
- Weltrekord über 50 m Rücken (Langbahn) am 29. Juli 2009 bei den Weltmeisterschaften in Rom (Zeit: 00:27,39 min), nur 3 Minuten später von der Russin Anastassija Sujewa im Halbfinale um eine Hundertstelsekunde unterboten
- Teilnahme an den Olympischen Sommerspielen 2000 in Sydney über 100 m Schmetterling und 4 × 100 m Freistil
- Teilnahme an den Olympischen Sommerspielen 2008 in Peking über 100 m Schmetterling und 4 × 200 m Freistil

### Deutsche Meisterschaften
| Deutsche Meisterin | Deutsche Meisterin  | Deutsche Meisterin | Deutsche Meisterin                    |
| ------------------ | ------------------- | ------------------ | ------------------------------------- |
| 2000 Berlin        | 50 m Schmetterling  | 0:27,27            | SV Preußen Berlin                     |
|                    | 100 m Schmetterling | 0:59,87            |                                       |
| 2001 Braunschweig  | 50 m Schmetterling  | 0:27,51            | SG Bayer Wuppertal/Uerdingen/Dormagen |
| 2002 Warendorf     | 50 m Schmetterling  | 0:27,25            | SG Bayer Wuppertal/Uerdingen/Dormagen |
| 2007 Berlin        | 50 m Schmetterling  | 0:26,78            | SG Bayer Wuppertal/Uerdingen/Dormagen |
|                    | 100 m Schmetterling | 0:59,79            |                                       |
|                    | 100 m Rücken        | 1:01,93            |                                       |
| 2008 Berlin        | 100 m Schmetterling | 0:58,63            | SG Bayer Wuppertal/Uerdingen/Dormagen |
| 2009 Berlin        | 50 m Schmetterling  | 0:26,65            | SG Essen                              |
|                    | 50 m Rücken         | 0:27,61            |                                       |
|                    | 100 m Rücken        | 1:00,46            |                                       |
|                    | 4 × 200 m Freistil  | 8:12,15            |                                       |
|                    | 4 × 100 m Lagen     | 4:09,74            |                                       |
| 2010 Berlin        | 50 m Rücken         | 0:28,16            | SG Essen                              |
|                    | 100 m Freistil      | 0:54,55            |                                       |
|                    | 4 × 100 m Lagen     | 4:06,14            |                                       |